# William Burns (crosse)
Pour les articles homonymes, voir William Burns, Billy Burns et Burns.
William Lawrie "Billy" Burns, né le 24 mars 1875 en Ontario et mort le 6 octobre 1953 à Winnipeg, est un joueur de crosse canadien.
Il remporte la médaille d'or en crosse aux Jeux olympiques de 1904 à Saint-Louis.